# My Summer Car
My Summer Car es un videojuego de mundo abierto de supervivencia y simulación de vehículos, desarrollado por Amistech Games. Fue lanzado el 24 de octubre de 2016 en la plataforma de Steam, con acceso anticipado.

## Historia
My Summer Car se encuentra ambientado en Finlandia, concretamente en un municipio rural ficticio llamado Peräjärvi. La historia comienza en el verano de 1995, donde el protagonista de 18 o 19 años (dependiendo de la fecha en la que el jugador comience la partida) se encuentra solo en la casa de sus padres, ya que estos se fueron sorpresivamente de vacaciones a la isla de Tenerife, en España.
En la cocina, el protagonista se encontrará con una nota de sus padres en la nevera, donde le advierten: "No seas perezoso. Repara el viejo coche de tu padre. Puedes pedir prestada la furgoneta a tu tío. No bebas alcohol! Volveremos cuando nos aburramos. Con cariño, mamá y papá."

## Jugabilidad
El jugador debe intentar montar, restaurar y mejorar un coche, el Satsuma AMP (basado en el Datsun 100A). Para hacerlo, el jugador debe usar las piezas que se encuentran en el garaje, y ocasionalmente pedir piezas nuevas de un catálogo. 

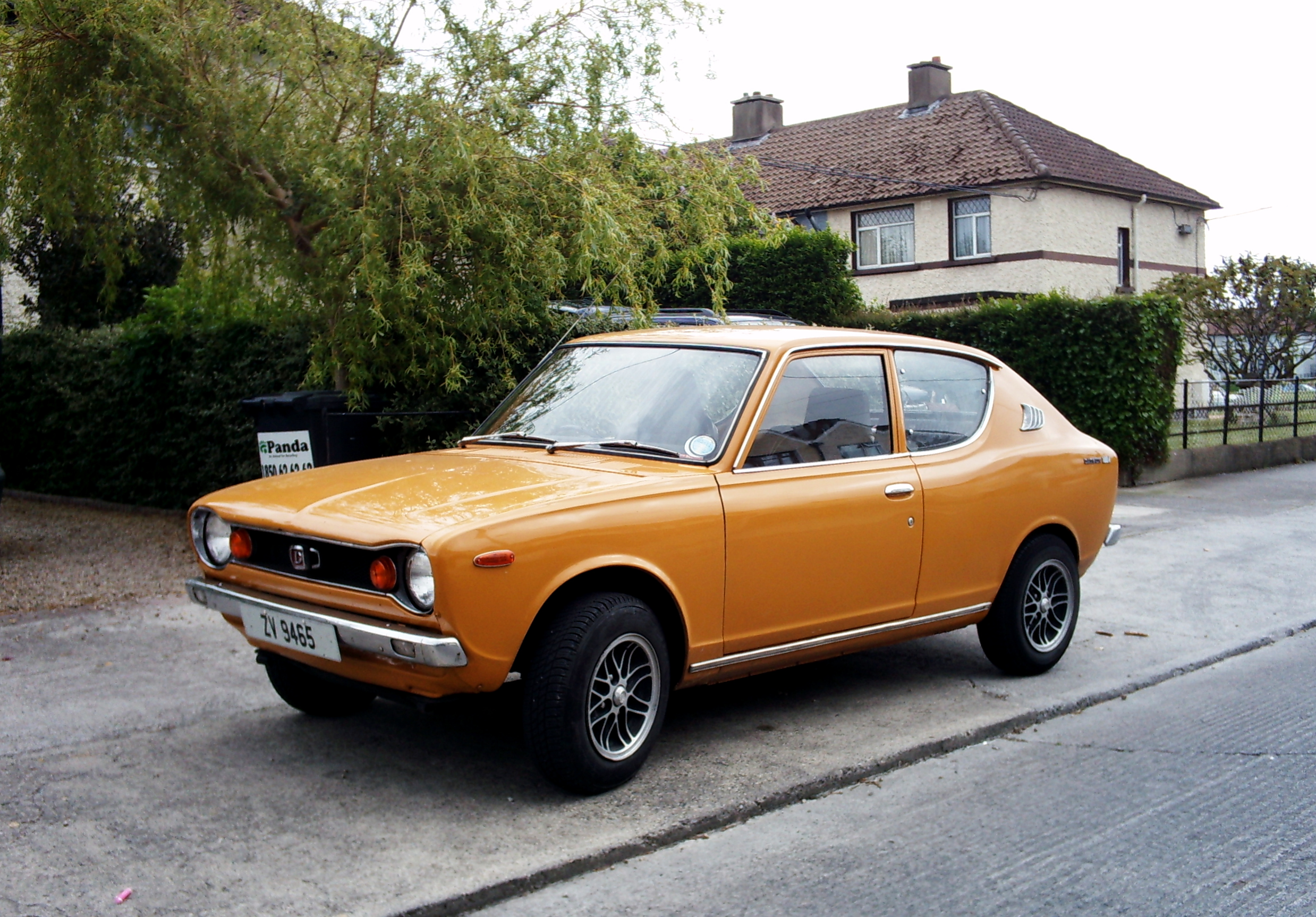
El Datsun 100A, el coche que sirvió como modelo para el Satsuma del juego.

Al principio del juego, el coche está completamente desmontado, y el jugador debe colocar cada pieza en su lugar, atornillando las piezas con la herramienta del tamaño correcto. El juego no da ningún tipo de instrucciones para ayudar al jugador a montar el coche. Aunque es necesario colocar la mayoría de las piezas correctamente, es posible armar el coche incorrectamente no colocando o colocando mal piezas como un tornillo o una junta del motor. No montar el coche correctamente puede provocar una avería grave si se utiliza. Además el jugador debe proporcionarle al vehículo gasolina, líquido de frenos, aceite y líquido del radiador.

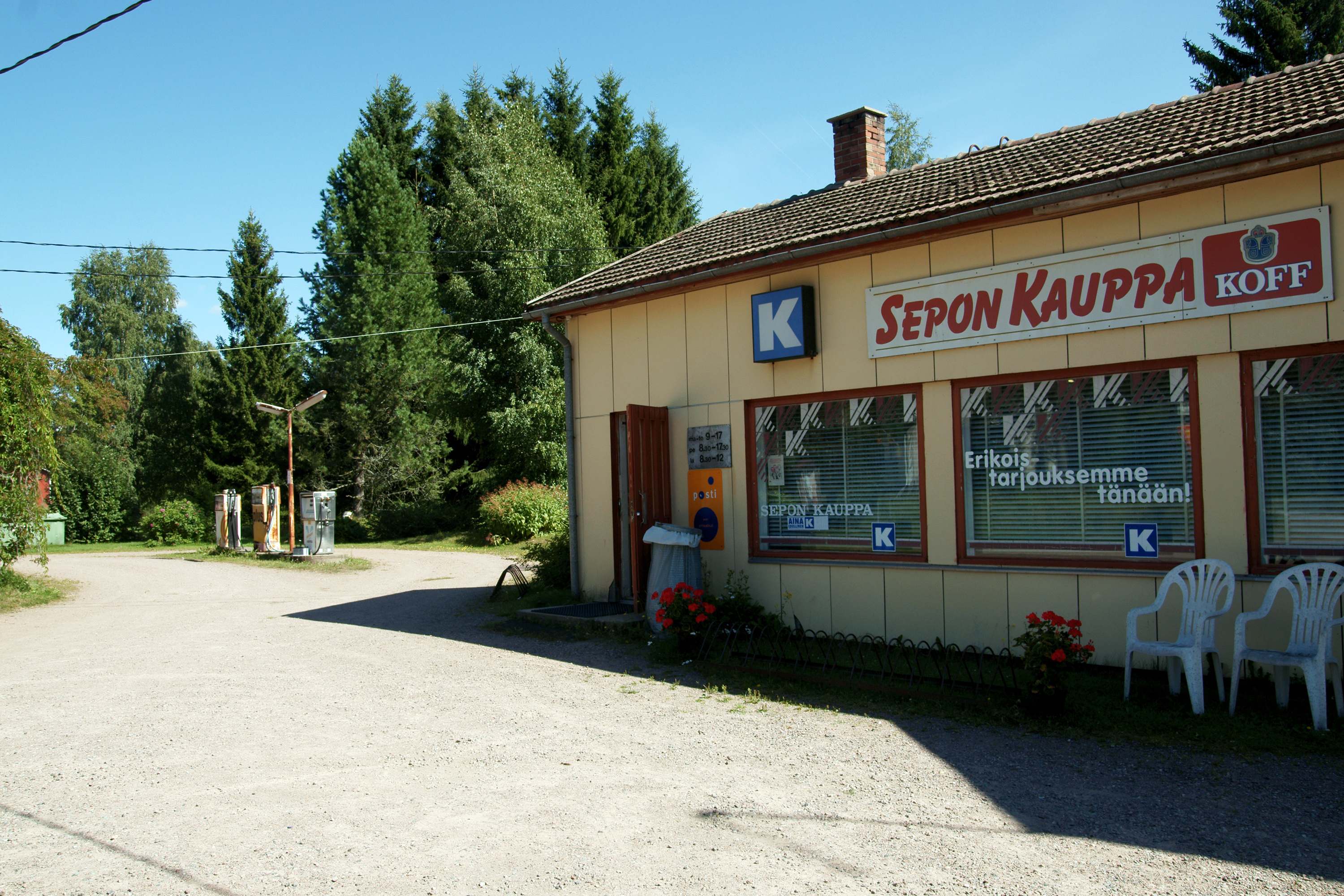
Sepon Kauppa (Yttilä, Säkylä) inspiró la tienda Teimon Kauppa del juego.

Además de montar el vehículo, el jugador debe lidiar con los aspectos de supervivencia del videojuego, controlando el hambre, la sed, la orina, el estrés y la higiene. Para hacerlo, el jugador puede comprar comida, bebida y otros artículos en la tienda, y usar las instalaciones de su casa, como el lavabo, la ducha, la sauna, el váter y la cama. Las necesidades del jugador también pueden ser atendidas bañándose en el lago, bebiendo alcohol, fumando o realizando tareas relacionadas con la construcción del vehículo.
Para ganar dinero para comprar piezas del automóvil, combustible y artículos de la tienda el jugador puede realizar varios recados para ayudar a la gente de la zona. Se pueden realizar usando la propiedad del jugador o con los otros vehículos a los que el jugador puede acceder. Entre las tareas están llevar coches viejos al mecánico, repartir madera en un tractor con remolque, usar un camión cisterna para vaciar los tanques sépticos de los vecinos, vender kilju (una especie de vino de azúcar casero) y recogiendo a un vecino alcoholizado del bar del pueblo de madrugada. Hay varias competiciones en el juego, como el rally. Si el jugador las gana recibe dinero como premio. Cuando el Satsuma pase la inspección vehicular, el jugador podrá modificar el automóvil para poder entrar en el rally para principiantes, para ganar un trofeo y dinero.
Además del Satsuma, el tractor y el camión cisterna, hay otros vehículos que el jugador puede obtener: Una furgoneta con mucho espacio de carga, un ciclomotor y una lancha para moverse por el lago. El jugador puede pedir prestado un coche muscle al mecánico local mientras el Satsuma esté en el taller, pero el mecánico destrozará el Satsuma si el jugador no lo devuelve a tiempo. El jugador también puede ganar un viejo automóvil familiar ganándole un juego de cartas a un vecino.

## Desarrollo
El juego está siendo desarrollado principalmente por Johannes Rojola (alias "ToplessGun" o "RoyalJohnLove") y Karina Rojola, con ayuda de otras personas para la música y las voces de los personajes del juego. El juego empezó a desarrollarse en diciembre de 2013, y parte del desarrollo puede verse en el canal de YouTube y la cuenta de Twitter de Rojola. El videojuego fue lanzado en el programa Greenlight de Steam el 24 de octubre de 2016. Desde entonces el juego ha sido actualizado varias veces para añadir más contenido y mejorar la jugabilidad.

## My Winter Car
Una continuación al juego, My Winter Car, se anunció el 29 de mayo de 2020, pero el lanzamiento del nuevo juego ha sido retrasado. En 2022 el desarrollador del mismo publicó información críptica sobre la posible fecha de lanzamiento del videojuego.

## Recepción
La mayoría de reseñas del juego han sido positivas. Brendan Caldwell, de Rock, Paper, Shotgun, describió el juego como "Divertido, detallado y completamente confuso". Tanto ese artículo como Eurogamer compararon la dificultad del videojuego con Dark Souls.
My Summer Car también ha recibido varios premios y honores de la comunidad de videojuegos de Finlandia. En los Finnish Game Awards de 2017 el juego ganó el premio "Elección de la gente". En 2018 My Summer Car fue introducido en el Museo de Videojuegos de Finlandia.